# 筑紫あけみ
筑紫 あけみ（つくし あけみ、1933年10月22日 - 2014年4月1日）は、日本の女優。福岡県出身。

## 略歴
九州女子学園卒業。俳優座養成所、新東宝、松竹を経て、エヌ・エー・シーに所属していた。

## 出演作品

### 映画
- ギャング対Gメン　集団金庫破り（マリ子）
- 白線秘密地帯（お時）
- 新日本珍道中　西日本の巻
- 女体棧橋（佐田靖子）
- 女の防波堤
- 金語楼の成金王
- 続風雲天満動乱　完結篇
- 風雲天満動乱（下村芳音）
- 姫君剣法　謎の紫頭巾
- 桂小五郎と近藤勇　龍虎の決戦
- 鬼姫競艶録
- 美男をめぐる十人の女
- 怪異宇都宮釣天井（志乃）
- 快傑修羅王（お絹）
- 阿修羅三剣士（綾子の方）
- 四谷怪談（お梅）
- 続銀蛇の岩屋　完結篇
- 銀蛇の岩屋
- 検事とその妹
- 赤城の血祭
- 美女決闘
- 悪魔の囁き
- のんき裁判（証人）
- 俺も男さ
- 爆笑青春列車（娘 京子）
- たん子たん吉珍道中　第3部（白菊姫）
- たん子たん吉珍道中　第2部（白菊姫）
- たん子たん吉珍道中　第1部（白菊姫）
- 石中先生行状記　青春無銭旅行（桃井園子）
- 鶴亀先生
- 厳ちゃん先生行状記　処女合戦
- 花と波濤

### テレビドラマ
- 水道完備ガス見込（1960年 - 1963年、NET） - 金山寺マコ
- 地方紙を買う女（1962年、NHK） - 潮田芳子
- 隠密剣士 第一部 第6話「鯨岩の対決」（1962年、TBS） - お雪